# Dave Pinkney Trophy
Die Dave Pinkney Trophy ist eine Auszeichnung der Ontario Hockey League für den oder die Torhüter des Teams mit dem besten Gegentorschnitt in der OHL. Erstmals wurde die Trophäe in der Saison 1948 vergeben.

## Gewinner
| Jahr      | Spieler                               | Team                             |
| --------- | ------------------------------------- | -------------------------------- |
| 2024/25   | Austin Elliott & Alexei Medwedew      | London Knights                   |
| 2023/24   | Michael Simpson & Owen Willmore       | London Knights                   |
| 2022/23   | Max Donoso & Collin MacKenzie         | Ottawa 67’s                      |
| 2021/22   | Marco Costantini & Matteo Drobac      | Hamilton Bulldogs                |
| 2020/21   | nicht vergeben                        | nicht vergeben                   |
| 2019/20   | Cedrick Andree & Will Cranley         | Ottawa 67’s                      |
| 2018/19   | Cedrick Andree & Michael DiPietro     | Ottawa 67’s                      |
| 2017/18   | Matthew Villalta & Tyler Johnson      | Sault Ste. Marie Greyhounds      |
| 2016/17   | Michael McNiven & Emanuel Vella       | Owen Sound Attack                |
| 2015/16   | Tyler Parsons & Brendan Burke         | London Knights                   |
| 2014/15   | Ken Appleby & Jeremy Brodeur          | Oshawa Generals                  |
| 2013/14   | Oscar Dansk & Devin Williams          | Erie Otters                      |
| 2012/13   | Jordan Binnington & Brandon Hope      | Owen Sound Attack                |
| 2011/12   | Mark Visentin & Christopher Festarini | Niagara IceDogs                  |
| 2010/11   | J. P. Anderson & Mickael Audette      | Mississauga St. Michael’s Majors |
| 2009/10   | Chris Carrozzi & J. P. Anderson       | Mississauga St. Michael’s Majors |
| 2008/09   | Mike Murphy                           | Belleville Bulls                 |
| 2007/08   | Kyle Gajewski                         | Sault Ste. Marie Greyhounds      |
| 2006/07   | Michal Neuvirth & Jeremy Smith        | Plymouth Whalers                 |
| 2005/06   | Dan Turple & Mark Packwood            | Kitchener Rangers                |
| 2004/05   | Gerald Coleman & Adam Dennis          | London Knights                   |
| 2003/04   | Ryan MacDonald & Gerald Coleman       | London Knights                   |
| 2002/03   | Paul Drew & Jeff Weber                | Plymouth Whalers                 |
| 2001/02   | Jason Bacashihua & Paul Drew          | Plymouth Whalers                 |
| 2000/01   | Rob Zepp & Paul Drew                  | Plymouth Whalers                 |
| 1999/2000 | Rob Zepp & Bill Ruggiero              | Plymouth Whalers                 |
| 1998/99   | Robert Holsinger & Rob Zepp           | Plymouth Whalers                 |
| 1997/98   | Craig Hillier & Seamus Kotyk          | Ottawa 67’s                      |
| 1996/97   | Tim Keyes & Craig Hillier             | Ottawa 67’s                      |
| 1995/96   | Dan Cloutier & Brett Thompson         | Guelph Storm                     |
| 1994/95   | Mark McArthur & Andy Adams            | Guelph Storm                     |
| 1993/94   | Sandy Allan & Scott Roche             | North Bay Centennials            |
| 1992/93   | Chad Lang & Ryan Douglas              | Peterborough Petes               |
| 1991/92   | Kevin Hodson                          | Sault Ste. Marie Greyhounds      |
| 1990/91   | Mark Lenarduzzi & Kevin Hodson        | Sault Ste. Marie Greyhounds      |
| 1989/90   | Jeff Wilson & Sean Gauthier           | Kingston Frontenacs              |
| 1988/89   | John Tanner & Todd Bojcun             | Peterborough Petes               |
| 1987/88   | Todd Bojcun & John Tanner             | Peterborough Petes               |
| 1986/87   | Jeff Hackett & Sean Evoy              | Oshawa Generals                  |
| 1985/86   | Kay Whitmore & Ron Tugnutt            | Peterborough Petes               |
| 1984/85   | Scott Mosey & Marty Abrams            | Sault Ste. Marie Greyhounds      |
| 1983/84   | Darren Pang & Greg Coram              | Ottawa 67’s                      |
| 1982/83   | Peter Sidorkiewicz & Jeff Hogg        | Oshawa Generals                  |
| 1981/82   | John Vanbiesbrouck & Marc D’Amour     | Sault Ste. Marie Greyhounds      |
| 1980/81   | Jim Ralph                             | Ottawa 67’s                      |
| 1979/80   | Rick LaFerriere & Terry Wright        | Peterborough Petes               |
| 1978/79   | Nick Ricci & Glen Ernst               | Niagara Falls Flyers             |
| 1977/78   | Al Jensen                             | Hamilton Fincups                 |
| 1976/77   | Pat Riggin                            | London Knights                   |
| 1975/76   | Jim Bedard                            | Sudbury Wolves                   |
| 1974/75   | Greg Millen                           | Peterborough Petes               |
| 1974      | Don Edwards                           | Kitchener Rangers                |
| 1973      | Mike Palmateer                        | Toronto Marlboros                |
| 1972      | Michel Larocque                       | Ottawa 67’s                      |
| 1971      | John Garrett                          | Peterborough Petes               |
| 1970      | John Garrett                          | Peterborough Petes               |
| 1969      | Wayne Wood & Ted Tucker               | Montreal Junior Canadiens        |
| 1968      | Jim Rutherford & Gerry Gray           | Hamilton Red Wings               |
| 1967      | Peter McDuffe                         | St. Catharines Black Hawks       |
| 1966      | Ted Ouimet                            | Montreal Junior Canadiens        |
| 1965      | Bernie Parent                         | Niagara Falls Flyers             |
| 1964      | Bernie Parent                         | Niagara Falls Flyers             |
| 1963      | Chuck Goddard                         | Peterborough Petes               |
| 1962      | George Holmes                         | Montreal Junior Canadiens        |
| 1961      | Bud Blom                              | Hamilton Red Wings               |
| 1960      | Gerry Cheevers                        | St. Michael’s Majors             |
| 1959      | Jacques Caron                         | Peterborough Petes               |
| 1958      | Len Broderick                         | Toronto Marlboros                |
| 1957      | Len Broderick                         | Toronto Marlboros                |
| 1956      | Jim Crockett                          | Toronto Marlboros                |
| 1955      | John Albani                           | Toronto Marlboros                |
| 1954      | Dennis Riggin                         | Hamilton Tiger Cubs              |
| 1953      | John Henderson                        | Toronto Marlboros                |
| 1952      | Don Head                              | Toronto Marlboros                |
| 1951      | Don Lockhart Lorne Howes              | Toronto Marlboros Barrie Flyers  |
| 1950      | Don Lockhart                          | Toronto Marlboros                |
| 1949      | Gil Mayer                             | Barrie Flyers                    |

## Quelle
- Ontario Hockey League Media Information Guide 2014–2015, S. 136.